# Веденяпінська сільська рада
Веденя́пінська сільська рада (рос. Веденяпинский сельский совет) — сільське поселення у складі Спаського району Пензенської області Росії.
Адміністративний центр — село Веденяпіно.

## Населення
Населення — 412 осіб (2019; 546 в 2010, 659 у 2002).

## Склад
До складу сільської ради входять:
| Населений пункт    | Населення, осіб (2002) | Населення, осіб (2010) |
| ------------------ | ---------------------- | ---------------------- |
| Ахлебініно, село   | 124                    | 108                    |
| Веденяпіно, село   | 295                    | 232                    |
| Монастирське, село | 230                    | 199                    |
| Сіяново, присілок  | 10                     | 7                      |